# Jan Tumlíř
Jan Vladimír Tumlíř (18. srpna 1926, Praha – 22. června 1985, Ženeva) byl český exulant, redaktor, spisovatel, politický vězeň, syn redaktorky Marie Tumlířové a zemědělského odborníka pro agrární stranu Bohuslava Tumlíře.

## Život
Studoval Právnickou fakultu Univerzity Karlovy a už během studií byl literárně činný ve studentských časopisech. Později uveřejňoval překlady a recenze. Po roce 1948 se rozhodl pro emigraci, když dostal nabídku stipendia na Yale. 28. října 1948 přešla celá rodina hranice do Západního Německa. Jan Tumlíř byla zatčen, odsouzen ke dvěma letům, vězněn a pracoval v uhelných dolech na Kladně. 8. července 1949 se úspěšně pokusil o útěk z pracovního tábora. Pomohla mu jeho spolužačka z právnické fakulty Dagmar Burešová. Poskytla Tumlířovi ilegální byt, Petr Kopta se společně s Burešovou angažoval v Tumlířově útěku. Další podnájem poskytl básník Ladislav Dvořák. Burešová pak pro útěk nashromáždila 40 000 Kčs, Tumlíř se úspěšně pokusil o útěk podruhé. Nastoupil do Svobodné Evropy, když přitom dálkově dostudoval na univerzitě v Yale (ekonomii, absolvoval 1962). V letech 1952–1957 byl redaktorem kulturní rubriky ve Svobodné Evropě. Přitom psal také básně, které vydávala Meda Mládková. V soutěži Svobodné Evropy získal první cenu se svými povídkami, nebyly však zatím vydány. Vyšla naopak antalogie Neviditelný domov. V Ženevě působil až do své smrti v červnu 1985 v Organizaci pro cla a obchod. Zemřel na srdeční záchvat.

## Dílo
- Krvácení mimo program, Dybbuk 2024[2]
- Neviditelný domov. Verše exulantů 1949–1953, ed. SOKOLOVA (Meda Mládková)